# Yushania microphylla
Yushania microphylla là một loài thực vật có hoa trong họ Hòa thảo. Loài này được (Munro) R.B.Majumdar miêu tả khoa học đầu tiên năm 1989.